# Agoliinus ingenursus
Agoliinus ingenursus är en skalbaggsart som beskrevs av Gordon och Paul E.Skelley 2007. Agoliinus ingenursus ingår i släktet Agoliinus och familjen Aphodiidae. Inga underarter finns listade i Catalogue of Life.